# Noelle: A Télapó lánya
A Noelle: A Télapó lánya (eredeti cím: Noelle) 2019-ben bemutatott amerikai romantikus fantasy-kalandfilm, amelyet Marc Lawrence írt és rendezett. A főbb szerepekben Anna Kendrick, Bill Hader, Kingsley Ben-Adir, Billy Eichner és Julie Hagerty láthatók.
Az Amerikai Egyesült Államokban 2019. november 12-én mutatták be a Disney+-on. Magyarországon 2022. június 14-én mutatta be a Disney+.

## Rövid történet
A Télapó fia nem akarja átvenni a családi hagyományt, így a húga kénytelen felvállalni ezt a szerepet, akinek amúgy is több tehetsége van hozzá.

## Cselekmény
Az Északi-sarkon gyorsan zajlanak az előkészületek a közelgő karácsony miatt. Miután a jelenlegi Télapó öt hónappal korábban meghalt, fia, Nick Kringle próbálja befejezni a kiképzést, hogy ő legyen a következő Télapó. Húga, Noelle, akit a karácsonyi hangulat terjesztésével és fenntartásával bíztak meg, továbbra is támogatja őt, sőt, azt javasolja, hogy vegye ki a hétvégét, hogy elkerülje a stresszt és pihenjen a nagy nap előtt. Nick egyik napról a másikra elutazik a rénszarvasokkal, de a hétvégét követően nem tér vissza.
Amikor a rénszarvasok Nick nélkül térnek vissza, Noelle bevallja, hogy ellentmondásos tanácsokat adott neki, ezért a manók dühösek lesznek rá. Az öreg manók erőszakkal kinevezik az unokatestvérét, Gabrielt, hogy helyettesítse az új Télapót. Noelle arra következtet, hogy Nick az arizonai Phoenixbe menekült. A lány és gyerekkori dadája, Polly lelép a szánnal és a rénszarvasokkal, hogy megkeressék Nicket.
Letelepednek egy bevásárlóközpontban. Az üzletvezető Helen Rojas engedélyével és a vásárlók támogatásával, valamint abban a hitben, hogy ez egy karácsonyi kiállítás. Noelle elindul a városba, hogy megkeresse Nicket, Pollyt pedig otthagyja, hogy gondoskodjon a szánról és a rénszarvasokról. Megismerkedik Jake Hapmannel, aki magánnyomozó és felbérli, hogy keresse meg Nicket. Noelle Jake lelkes fiával, Alexszel és számos más emberrel is kapcsolatba kerül, majd felfedezi, hogy más nyelveken (köztük az amerikai jelnyelven) is ért és kommunikál, valamint érti a gyerekek kimondatlan kívánságait.
Jake egy jógastúdióig követi Nick nyomát, ahol Nick azt mondja, hogy nem hajlandó visszatérni és Télapóvá válni. Egy heves vita után Noelle elhagyja az épületet. Visszatér a bevásárlóközpontba, ahol rénszarvas barátja, Snowcone érkezik egy levéllel Télanyótól, amelyben tájékoztatja őt az otthoni helyzetről, és utasítja, hogy keresse meg és hozza haza Nicket. Noelle távolléte alatt Gabriel egy algoritmus segítségével megállapította, hogy  mindössze 2837 jó gyerek van a világon.
Snowcone segítségével Noelle megkeresi Nicket a sivatagi botanikus kertben tartott jógatúrán, és próbálja meggyőzni, hogy térjen vissza. Másnap találkozik vele és Pollyval a bevásárlóközpontban, és Noelle ráveszi, hogy folytassa az edzést azzal, hogy a bevásárlóközpontban Télapó lesz. Miközben Nick látja, hogy Gabriel sms-t küld a gyerekeknek, Jake rájön, hogy felesége újra férjhez ment. Noelle elárulja, hogy ő a Télapó lánya, aminek hatására a férfi otthagyja, mert nem hiszi el. Amikor Nicket a pláza valódi Télapója megszólítja, Noelle közbelép, és véletlenül megsebesít egy rendőrt, aminek következtében letartóztatják, később pedig kórházba kerül pszichológiai kivizsgálásra.
Polly látogatása után, aki felfedi, hogy ő egy manó, Jake kiviszi Noelle-t a kórházból, és Noelle még karácsony estéje előtt visszamegy az Északi-sarkra Nickkel, Pollyval és a rénszarvasokkal. Hazatérve a öregekkel való találkozó után Nick Noelle-t jelöli a következő Télapónak, ami vitát kavar az egész városban, de a manók belemennek, amikor megállapítják, hogy nincs olyan szabály, ami tiltja a női Télapót.
Noelle sikeresen eljuttatja az ajándékokat a világ minden tájára, és kiteszi Jake-et a volt felesége házánál, hogy Alexszel töltsön egy kis időt.
Noelle-t ünneplik az Északi-sarkon, miközben Nick jógastúdiót nyit, Polly pedig manóöreggé válik. Noelle bevallja, hogy büszke arra, hogy apja örökségét folytathatja, ő a 24. generációs Télapó.

## Szereplők
| Szereplő                    | Színész                 | Magyar hang   |
| --------------------------- | ----------------------- | ------------- |
| Noelle Kringle              | Anna Kendrick           | Csuha Bori    |
| Noelle Kringle              | Oakley Bull (fiatalon)  | Bak Julianna  |
| Nick Kringle, Noelle bátyja | Bill Hader              | Miller Zoltán |
| Nick Kringle, Noelle bátyja | Owen Vaccaro (fiatalon) | Gáll Dávid    |
| Polly manó                  | Shirley MacLaine        | Halász Aranka |
| Jake Hapman, magánnyomozó   | Kingsley Ben-Adir       | Fehér Tibor   |
| Gabriel Kringle             | Billy Eichner           | Simon Kornél  |
| Mrs. Kringle                | Julie Hagerty           | Vándor Éva    |
| Kris Kringle                | Bryan Brendle           | Kajtár Róbert |
| Helen Rojas                 | Diana Maria Riva        | Peller Anna   |
| Alex, Jake fia              | Maceo Smedley           | Kelemen Noel  |
| Mortimer manó               | Ron Funches             | N/A           |
| Abe, idősebb manó           | Michael Gross           | Rosta Sándor  |
| Dr. Shelley Sussman         | Chelah Horsdal          | Zakariás Éva  |
| Mary manó                   | Anna Van Hooft          | N/A           |
| Ted manó                    | Anthony Konechny        | N/A           |
| Dan                         | Burgess Jenkins         | Bordás János  |
| Michelle                    | Shaylee Mansfield       | N/A           |
| Carol manó                  | Gracie Lawrence         | Gulás Fanni   |

### Magyar változat
- Magyar szöveg: Liszkay Szilvia
- Hangmérnök: Illés Gergely
- Vágó: Sári-Szemerédi Gabriella
- Gyártásvezető: Gelencsér Adrienne
- Zenei rendező: Bolba Tamás
- Szinkronrendező: Dóczi Orsolya
- Produkciós vezető: Hagen Péter

A szinkront a Mafilm Audio Kft. készítette.

## A sorozat készítése
2017. január 11-én bejelentették, hogy Anna Kendrick játssza a Télapó lányát és egyben a címszereplő Noelle-t. A filmet Marc Lawrence írja és rendezi, a producer pedig Suzanne Todd a Walt Disney Pictures részéről. 2017 júliusában Bill Hader; 2017 szeptemberében Billy Eichner és Shirley MacLaine; 2017 októberében Julie Hagerty és Maceo Smedley; 2017 novemberében Michael Gross  csatlakozott a szereplőgárdához.
A forgatás 2017 október végén kezdődött Vancouverben, majd 2018. január elején a stáb a Whistler Olympic Parkba költözött, ahol a forgatás 2018. január 19-ig folytatódott. A phoenixi menhely külső részét a St. Jamesi Anglikán templomnál forgatták. További forgatásra Woodstockban is sor került. Cody Fitzgerald és Clyde Lawrence komponálta a film zenéjét.